# Championnats d'Europe d'aviron 1954
Navigation
Édition précédente Édition suivante
Les championnats d'Europe d'aviron 1954, quarante-quatrième édition des championnats d'Europe d'aviron, ont lieu du 20 au 22 août 1954 (pour les femmes) et du 26 au 29 août 1954 (pour les hommes) à Amsterdam, aux Pays-Bas. Pour la première fois, les femmes intègrent la compétition.

## Médaillés

### Hommes
| Épreuves             | Or | Argent | Bronze |
| -------------------- | --- | --- | --- |
| Skiff M1x            | Alain Colomb (SUI) | Teodor Kocerka (POL) | Aleksandr Berkutov (URS) |
| Deux de couple M2x   | Allemagne de l'Ouest- Thomas Schneider - Gerhard Häge | Suisse- Peter Stebler - Erich Schriever | Union soviétique- Heorhiy Zhylin - Ihor Yemchuk |
| Deux de pointe M2-   | Danemark - Finn Pedersen - Kjeld Østrøm | Union soviétique - Igor Buldakov - Viktor Ivanov | Grande-Bretagne - Christopher Davidge - David Macklin |
| Deux barré M2+       | Suisse- Gottfried Kottmann - Rolf Streuli - Walter Ludin (barreur) | France - Claude Martin - Édouard Leguery - Daniel Forget (barreur) | Belgique - René Verhoeven - Joseph van Thillo - Willy Vlaminckx (barreur) |
| Quatre de pointe M4- | Italie- Giuseppe Moioli - Giovanni Zucchi - Francesco Lazzari - Attilio Cantoni | Grande-Bretagne- Gavin Sorrell - Colin Porter - Sidney Rand - Michael Beresford | Suisse- Rico Bianchi - Karl Weidmann - Émile Ess - Heini Scheller |
| Quatre barré M4+     | Union soviétique- Yuriy Tyukalov - Yevgeny Kuznetsov - Fyodor Suo - Yevgeny Stirotinsky - Yuri Nosov (barreur)                                                                                 | Danemark - Knud Jensen - Poul Locht - Eigil Krogh - Börge Krogh - Ejvind Christensen (barreur) | Tchécoslovaquie - Karel Mejta - Jiří Havlis - Jan Jindra - Stanislav Lusk - Radomír Plšek (barreur)                                                                            |
| Huit M8+             | Union soviétique - Yevgeny Brago - Vladimir Rodimushkin - Slava Amiragov - Yevgeny Samsonov - Igor Borisov - Leonid Gissen - Aleksey Komarov - Vladimir Kryukov - Nikolai Kolosovsky (barreur) | Danemark - Flemming Nimb - Kjeld Larsen - Børge Hougaard - Svend Erik Schougaard - Wesley Ernest Pedersen - Walther Schröder - Kurt Andersen Krog - Aage Nielsen Drejer - Finn Hansen Aabye (barreur) | Yougoslavie- Ivo Sirisević - Ante Marinović - Filip Kozulić - Zsivko Kraljić - Joszip Biliškov - Veljko Kukolj - Bozsidar Makjanić - Mihajlo Obradović - Zdenko Bego (barreur) |

### Femmes
| Épreuves                    | Or | Argent | Bronze |
| --------------------------- | --- | --- | --- |
| Skiff W1x                   | Roza Chumakova (URS) | Eva Sika (AUT) | Agnes Reuter (NED) |
| Deux de couple W2x          | Union soviétique- Larissa Tsausova - Zoja Rakickaya | Allemagne de l'Ouest- Maritta Golz - Hermine Heyden | Tchécoslovaquie- Svetla Bartakova - Hana Musilova |
| Quatre barré W4+            | Union soviétique- Lidia Walshuk - Lyudmila Blasko - Lidja Kirsanova - Natalya Morozova - Valentina Ogorodnikova (barreuse)                                                                               | Pays-Bas - Berbertje Vochteloo - Ans de Mey - Marjolijne van Lith - Everdina Lafeber - Liesbeth de Wit (barreuse)                                                  | Grande-Bretagne - Iris Simpson - Bette Shubrook - Barbara Benzing - Marjorie Lutz - Rita Walkerdine (barreuse)                                                                                  |
| Quatre de couple barré W4x+ | Union soviétique - Yelena Serbasova - Tamara Tarskova - Natalia Sanina - Klavdija Ulogova - Rosa Seremetyeva (barreuse)                                                                                  | Autriche - Lisbeth Kaibitsch - Lore Kafka - Sigrid Freuis - Hilde Unterberger - Irma Roth (barreuse)                                                               | Pays-Bas - Hendrika Teuben - Grieta Paulen - Frida van der Hoop - Helena Koster - Sonja van de Kastelen (barreuse)                                                                              |
| Huit W8+                    | Union soviétique - Irina Lobnyeva - Nina Martinova - Ekaterina Kopilova - Marina Schirtladse - Larissa Koncewaja - Alexandra Sonnova - Nina Sevruk - Jelena Lukatyna - Valentina Okorodnikova (barreuse) | Roumanie- Maria Maimon - Laura Mitroi - Ghizela Rostas Elisabeta Gyorgy - Rita Schob - Mariana Vatan - Marta Kardos - Sonia Bulugioiu - Angela Codreanu (barreuse) | Pays-Bas - Jacoba Stefels - Janneke Loman - Willemijn Domhoff - Gwendoline van der Feltz - Johanna Moltzer - Magda Schepers - Helena Kouwenaar - Johanna Minnema - Jeanette Molenaar (barreuse) |